# Il gioco della verità (film 1961)
Il gioco della verità (Le jeu de la vérité) è un film del 1961 diretto da Robert Hossein.
La pellicola ha per protagonisti Françoise Prévost e Nadia Gray,

## Trama
Una dozzina di persone sono riunite nella lussuosa casa di uno scrittore. Ognuna di esse ha qualcosa da nascondere quando danno inizio ad un crudele gioco della verità, un gioco durante il quale nessuno dovrebbe mentire.
Il gioco si fa più pesante via via che le domande diventano più intime e di senso più profondo e l'atmosfera si incupisce ulteriormente con il vento che soffia rabbioso all'esterno.
L'uccisione di un nuovo ospite giunto a narrazione in corso che sembra essere a conoscenza di molti particolari riguardo agli ospiti presenti nella casa imprime un ulteriore slancio allo sviluppo della vicenda.